# KORKUT
KORKUT est un véhicule antiaérien turc développé par Aselsan.

## Description
Le système KORKUT est un canon antiaérien autopropulsé par un FNSS ACV-30. Il est conçu pour remplacer les systèmes M42A1 Duster vieillissants des forces armées turques. Son rôle est de protéger les unités de combat mobiles contre diverses menaces aériennes telles que les missiles air-sol, les missiles de croisière et les drones. Le système a une portée d'engagement de 4 km et est conçu entre autres pour la défense aérienne à courte portée.

## Caractéristiques
Chaque système KORKUT comprend un véhicule de commandement et de contrôle (KORKUT KKA) et trois canons antiaériens autopropulsés (KORKUT SSA). Chaque KORKUT SSA possède un double canon Oerlikon KDC-02 de 2×35 mm, produit sous licence par MKEK. Le KORKUT SSA peut effectuer jusqu'à 1 100 tirs par minute et a une portée de 4 km. Le véhicule de commandement et de contrôle KORKUT KKA a une portée radar effective de 70 km. Les deux véhicules sont amphibies.

### KORKUT KKA
- Acquisition et suivi de cibles avec le radar de recherche 3D.
- Évaluation avancée de la menace et algorithmes d'affectation des armes.
- Système intégré IFF (Identification, friend or foe).
- Intégration de la liaison 16 pour les opérations coordonnées avec les plates-formes C2 de différents échelons hiérarchiques.
- Les fonctions et les interfaces de commandement et de contrôle peuvent être mises en œuvre pour d'autres systèmes de défense aérienne[2].

### KORKUT SSA
- Canon Oerlikon KDC-02 de 35 mm avec une vitesse de tir de 2 x 550 tr/min.
- Utilisation efficace des munitions par rafales contre les hélicoptères, les avions, les missiles de croisière, les missiles air-sol et les drones.
- Mécanisme automatique de chargement des munitions sans liaison « Automatic Linkless Ammunition Feed Mechanism (ALAFM) », qui permet de charger deux types de munitions différentes en même temps dans le magasin et permet de changer le type de munitions à tirer en moins de 15 secondes.
- Tourelle stabilisée pour le suivi de cible et le tir en mouvement.
- verrouillage et suivi automatique des cibles avec plate-forme de suivi intégrée « Integrated Tracking Platform » comprenant un radar de suivi et des capteurs électro-optiques.
- Radar de conduite de tir à haute performance.
- Intégration de la liaison 16 pour les opérations coordonnées avec les plates-formes C2 de différents échelons hiérarchiques[3].

## Variantes

### KORKUT-D (CIWS)
KORKUT-D CIWS, (CIWS : Close-in weapon system, dénomination française : Système d'arme rapproché) est un système de défense pour navires de guerre développé par Aselsan destiné à détecter et engager des menaces à courte portée telles que les missiles antinavires, les drones et certains aérodynes. Équipé du mécanisme automatique de chargement des munitions de type explosif et incendiaire (HEI) et « airburst », c'est-à-dire explosant dans les airs et fonctionnant sur le principe du shrapnel.

#### Caractéristiques
- Double canon de 35 mm.
- Fonctionnement efficace en état de la mer 0 - 5 avec tourelle stabilisée.
- Suivi automatique des cibles avec plate-forme de suivi intégrée comprenant un radar de suivi et des capteurs électro-optiques.
- Radar de recherche 3-D (optionnel).
- Capacité opérationnelle autonome et système de gestion de combat.
- Possibilité de charger des munitions Airburst et HEI et de passer d'un type de munitions à l'autre mécanisme automatique de chargement des munitions sans liaison (ALAFM).

## Chronologie
- Juin 2011 : Signature du contrat pour le développement du système KORKUT.
- Mai 2013 : Le système KORKUT est dévoilé au salon de la défense IDEF à Istanbul.
- Mai 2016 : Les Forces armées turques passent un contrat pour la production de 40 systèmes dont 13 véhicules de commandement et de contrôle KORKUT-KKA.
- Mars 2017 : Début de la production en série des systèmes KORKUT.
- Mai 2018 : Essai de tir réel du système KORKUT-D par la marine turque[5].